# Replikon
Replikon – jednostka DNA replikowana z jednego punktu wyjściowego. U większości prokariontów występuje jedno miejsce inicjacji, natomiast u eukariontów do wielu tysięcy (w komórkach ssaków od 50 do 100 tysięcy). W fazie S replikacja jest uruchamiana jednocześnie przez zespoły składające się z około 50 replikonów.